# Ascrinvacumab
L'ascrinvacumab è un anticorpo monoclonale prodotto dalla Pfizer e progettato per il trattamento di alcuni tipi di neoplasia; legandosi alla molecola ACVRL1 (recettore R3 delle protein chinasi di serina e treonina), sarebbe in grado di inibire l'angiogenesi tumorale.